# Leontopodium alpinum
Leontopodium alpinum là một loài thực vật có hoa trong họ Cúc. Loài này được Colm. ex Cass. mô tả khoa học đầu tiên năm 1822.